# Bejeweled
『Bejeweled』（ビジュエルド）は、アメリカのゲームデベロッパーであるPopCap Gamesが2001年にリリースしたパズルゲームで、マッチ3ゲームの元祖である。一部で「ビージュエルド」という表記もある。続編に『Bejeweled 2』、『Bejweled 3』、『Bejeweled Twist』、『Bejweled Blitz』がある。

## 概要
8×8のマスに敷き詰められた7種類のジェム（宝石）を消していく。隣接する2つの宝石を入れ替えることで、同じ宝石を3つ以上並べると宝石を消すことが出来る。宝石を消せるときのみ宝石の入れ替えが可能で、宝石の入れ替えが出来なくなると「No More Moves」（手詰まり）。また、時間制限の無いモードとあるモードがある（後者は時間切れでゲームオーバー）。
宝石を消した空白はただちに上から宝石が下って埋めるが、これにより連鎖 (Cascade) が起こることもある。宝石を消したり、連鎖をすることで貯まるゲージが一杯になるとレベルが上がる。
もともとはブラウザゲームで『Diamond Mine』という名称で発表されていたが、MSNでのサービスが決まった際に似たような名称のゲームが既にあるという指摘がマイクロソフトからあったため現在の名称となった。
海外ではWindows・Mac OS X・Xbox版も発売された。

## Bejeweled 2
『Bejeweled 2』（ビジュエルド 2）は2004年にリリースされた続編。ゲージを消費することでヒントが得られるほか、パワージェム、ハイパーキューブが追加された。
- パワージェム — 宝石4つ消し、または縦横の同時消しで輝きが強い宝石が一つ残る。この宝石を消すと周囲の宝石を巻き込んで爆発する。
- ハイパーキューブ — 宝石5つ消しで出現。ハイパーキューブと位置を入れ替えた宝石と同じ色の宝石が全て消える。ハイパーキューブ同士を入れ替えると8×8マスの宝石全てが消える。

海外ではiPod classic・プレイステーション3版も発売された。

## Bejeweled Twist
『Bejeweled Twist』（ビジュエルド ツイスト）は2008年にリリースされた関連作品。『Bejeweled』『Bejeweled 2』とは基本ルールが異なり、2×2マスの宝石を時計回りに回転させることで3つ以上揃えると消すことができる。
旧作に比べて様々な仕掛けが登場した。なお、Bejeweled2で登場したパワージェムは今作から「フレイムジェム」と改称されて登場。強い輝きの宝石から燃えるような宝石ということになった。
- ライトニングジェム — 一列に5つ同時消しで出現。これを消すと縦横各一列の十字型に一気に消すことができる。
- スーパーノヴァジェム — 一列に6つ以上同時消しで出現。連鎖などで発生するが、出現率は非常に低い。縦横各3列の十字型に爆発する。
- ロックジェム — 通常の宝石がランダムに変化し、動かせなくなる。
- 石炭 — パワージェム・ライトニングジェム・スーパーノヴァジェムの爆発でしか消すことができない。ステージが進むと次第に石炭の割合が増える。
- 爆弾ジェム — 通常の宝石と同じように消すことができるが、数字が描かれており1回操作するごとにカウントダウンする。ゼロになるとルーレットが発動し、はずれを引くとゲームオーバー。
- 死のジェム — ステージ中盤になると出現。1回の操作で宝石を消すことができないと数字がカウントダウンし、ゼロになるとゲームオーバー。カウントダウンを防ぐにはコンボを繋ぎ続けなければならない。爆発に巻き込んで消すことは可能。
- チェインメーター — 連続して消すとゲージが溜まっていき、最大10倍まで得点倍率がアップする。
- フルーツジェム — チェインメーターが10倍の状態でフルにゲージを溜めると出現。これを消すと同じ色の宝石が全て消えるほか、ロックジェムを通常の宝石に戻し、爆弾ジェムと死のジェムの数字を10増やすことができる。
- ボーナスチャレンジ — 指定された色の順番通りに4回連続で消すと、チェインメーターにボーナスが入り、不利なジェム（爆弾ジェムまたはロックジェム）を1つ消すことができる。
- メガフルーツボーナス — フルーツを消した直後にボーナスチャレンジを成功させると発動し、多大な得点が入る。
- アイスジェム — 3×3の範囲以上でX型にすると作ることができる。消すと背景が青白くなり、約10秒の間、爆弾ジェムやチェインメーターなどのカウントが起きなくなる。このジェムは通常では作ることができない。
- スカルジェム — このジェムは情報不足のため、詳細は不明。

連鎖などで大量得点が発生するとリプレイを再生できる機能がある。Windows版は派手なグラフィックスが特徴である。
なおWindows Steam版で起動出来ない問題が発生する場合があるが、レジストリを書き換えると起動出来るようになる。
海外ではニンテンドーDS（パッケージ版）・携帯電話版も発売されている。

## Bejeweled Blitz
当初はFacebookアプリケーションとして2010年4月にリリースされ、その後PC（デスクトップアプリケーション）・iOS・Google+版なども発売された。Bejeweled 2の時間制限があるBlitzモードを発展させたもの。

## Bejeweled 3
2010年12月にWindows用デスクトップアプリケーションとしてリリースされた。翌月にはMac App Storeのサービス開始にあわせてMac OS X用の配信も開始されている。基本ルールはBejeweled 2と同じで、仕掛けはBejeweled Twistのスーパーノヴァジェムが引き続き登場し、ライトニングジェムもスタージェムに名前を変えて登場する（ただし、スタージェムの出現方法はハイパーキューブと重なるためか「Ｔ・Ｌ・十字などの形を作ってジェムを５個以上消す」というものに変更されている）。また「ポーカー」や「バタフライ」など多彩なゲームモードが追加された。
クラシック (Classic) — ジェムを消してスコアを稼ぐ、オーソドックスなモード。手詰まりになるとゲームオーバー。ジェムを消すと1個につき50点貰えると共に画面下部のゲージが溜まっていき、満タンになるとレベルアップ。レベルが上がるとフィールドがシャッフルされ、ジェムを消した時のスコアの素点が50点ずつ増えていく。レベル5に到達するとポーカーが解放される。
電光石火 (Lightning) — 画面上部のタイマーがゼロになるまでに、出来るだけ高得点を目指すタイムアタック。制限時間は60秒。このモードのみ、「連鎖が止んで3秒以内にジェムを消す」ことで点数が増えていくスピードボーナスや、「スピードボーナスが最大まで溜まった状態で、連鎖が止んで1秒以内にジェムを消す」のを繰り返すことで発動し、手動でジェムを消すとフレイムジェムと同じ爆発が起きて更なるスコア稼ぎが狙えるブレイジングスピードといった独自の仕掛けが用意されている。一定個数ジェムを消すと現れる+5や+10などの数字が書かれたタイムジェムを消すと、画面左部のゲージが数字分溜まっていき、タイマーがゼロになった時にゲージが5秒以上ある場合ゲージに溜まっていた秒数だけタイマーを延長できる。(ただし、1ラウンドで延長できるのは1分まで。) この際、フィールド上のタイムジェムをフレイムジェムやライトニングジェムに変換し、スコアの倍率を１増加する。ゲージがゼロの時にタイマーがゼロになると、フィールドに残っているフレイムジェムなどの特殊なジェムを全て起爆した後ゲームオーバーとなる。ゲームオーバー時にスコアが100000点に到達していれば、アイスストームが解放される。
クエスト (Quest) — 5つのレリック(遺物)の復元を目指して様々なクエストをこなしていく特殊なモード。1つのレリックで8つのクエストが用意されており、そのうちの4つをクリアすればレリックが復元され、次のレリックを選べるようになる。8つ全てクリアすると、レリックの見た目がより豪華なものに変わる。計40個のクエストを全てクリアすると、クエストモードのコンプリートを祝福する演出と共にメインメニューに戻され、クエストモードの部分にコンプリートした証である「100%」と書かれた金の装飾が施される。1つ目のレリックを復元すると、ダイヤモンドマインが解放される。
禅 (Zen) — 基本的なルールはクラシックと変わらないが、決して手詰まりにならないようにジェムが補充されるようになっているため、絶対にゲームオーバーにならず、永遠にプレイを続ける事が出来る。禅モードではいくらレベルが上がってもスコアの素点が50点から上がらない代わり、レベルに応じてネックレスのような装飾がスコア表示の下に現れる。また、禅モード専用のオプションが存在し、精神をリラックスし、好影響を与える映像・音響効果を発する機能がついている。レベル5に到達するとバタフライが解放される。
アイスストーム (Ice Storm) — フィールドの背景に出る下からせり上がってくる氷の柱を割りながら、出来るだけ高得点を狙う隠しモード。氷はゲーム序盤は幅2列で生えてくるが、ゲームが進んでいくとせり上がる速度が上がっていき、幅1列の氷も生えてくるようになる。氷が存在する列でジェムを消した場合、横に揃えて消すと氷が少し下がり、縦に揃えるかスタージェムを消すことで氷を割る事ができ、短時間で氷を割り続けることで大量のスコアボーナスを得る事もできる。ジェムを消したり氷の柱を割る事で画面左部のゲージが溜まっていき、満タンになると全ての氷を大きく引き下げると共にスコアの倍率が１増加する。氷の柱が一番上まで到達するとその列に青い骸骨のマークが表示され、氷が下から白く変色していく。完全に白くなるとマークが赤色に変化し、その状態のまま1秒ほど経過するとフィールド全体が氷漬けになりゲームオーバー。
ダイヤモンドマイン (Diamond Mine) — 残り時間1:30秒の状態から、スタートする。マス目下4列に土や鉱石や石があり、下2列以外をジェムだけにするとクリアになり、30秒延長され、下からもう2列土や石がせり上がる。また、すべて鉱石や石を消せると、90秒延長される。ちなみに、深くまで採掘すると、石が固くなっていく。土は隣で1回マッチするだけで消滅するが、石は2回マッチしないと消えず、赤い石はスペシャルジェムでしか砕けない。ライトニングと同じで、カウントが0になると終了。
バタフライ (Butterfly) — バタフライは、蝶を消して、蝶を捕まえた数を競う。蝶のジェムは１回ジェムを入れ替えるごとに１段上に上る、この性質を利用してジェムを消した場所と別のところにいる蝶を捕まえたり、蝶の移動でジェムを消すことも可能。上のほうに青色のクモがいて、蝶が最上段から移動してクモにつかまるとゲームオーバー。
ポーカー (Poker) — 入れ替えて消したジェムの色をカードとして獲得して、カードが5枚そろった所でできたポーカーの役によって、ボーナス得点が発生する。ボーナス手役はPair (ペア) は2500点、Spectrum (スペクトル、日本語版では「カラフル」、全種類違う色のカード) は5000点、2 pair (ツーペア) は7500点、3 of a kind (スリーカード) は10000点、Full house (フルハウス、3枚組とペア1組) は15000点、4 of a kind (フォーカード) は30000点、Flush (フラッシュ、5枚とも同じカード) は、50000点である。入れ替えで2種類のジェムを同時に消すと、両方のジェムの絵柄を持つカード (手役ボーナスに使われるのは高い手役になる方) を、入れ替えでハイパーキューブを作るとワイルドカードを獲得する。フレイムジェムを作ると100点、スタージェムを作ると250点ボーナスが入る。手役を一定回数完成するごとに手役一覧にガイコツが出現してくる。ちなみに、ガイコツは順位が低い Pair か Spectrum に出現しやすい。ガイコツがある手役を作ってしまうと、ガイコツがルーレットを回し (コイントス)、セーフ (四つ葉のクローバー) かアウト (ガイコツ) かのどっちかが出る。セーフだと続けられるがアウトになると終了。手役を作ってガイコツのメーターをマックスにすると、ガイコツが1個消滅する。高い手役ほどガイコツメーターを多く溜められる。
また、中国版には２つのモードが追加された：
マッチボム (Match Bomb) — クエストモードのミッションの独立版。1手動かすごとに、爆弾ジェムの数字がカウントダウンする。爆弾ジェムの出現時点での数字は20から始まるが、5づつ下がっていく。爆弾ジェムの数字が一つでも0になったらゲームオーバー。（『ツイスト』とは違い、ルーレットはない。）
タイムボム (Time Bomb) — クエストモードのミッションの独立版。1秒経つごとに、爆弾ジェムの数字がカウントダウンする。爆弾ジェムの出現時点での数字は60から始まるが、15づつ下がっていく。爆弾ジェムの数字が一つでも0になったらゲームオーバー。（『ツイスト』とは違い、ルーレットはない。）